# Kaaponkari
Kaaponkari (finska: Raidaskari) är en ö i Finland.   Den ligger i kommunen Nådendal i den ekonomiska regionen  Åbo ekonomiska region  och landskapet Egentliga Finland, i den sydvästra delen av landet, 190 km väster om huvudstaden Helsingfors.
Terrängen på Kaaponkari är mycket platt.